# Man-Thing (film)
Pour les articles homonymes, voir Man-Thing.
Pour plus de détails, voir Fiche technique et Distribution.
Man-Thing est un film américano-germano-australien réalisé par Brett Leonard et sorti en 2005. Il s'inspire de l’Homme-chose, un personnage appartenant à l’univers de Marvel Comics, créé par Stan Lee, Roy Thomas, Gerry Conway et Gray Morrow et surtout développé par Steve Gerber.
Le film est diffusé en avant-première le 30 avril 2005 sur Sci Fi Channel, alors qu'il était prévu pour une sortie au cinéma. En Europe, le film est sorti directement en vidéo.

## Synopsis
Un couple de jeunes batifole dans les marais quand le garçon se fait arracher par des branches. Dans le même temps, un nouveau shérif (Kyle Williams) arrive en ville pour enquêter sur une série de meurtres et un conflit entre les écologistes et un industriel véreux.

## Fiche technique
Sauf indication contraire, les informations mentionnées dans cette section peuvent être confirmées par les bases de données cinématographiques IMDb et Allociné,  présentes dans la section « Liens externes ».
- Titre original et français : Man-Thing
- Titre allemand : Marvel's Man Thing
- Réalisation : Brett Leonard
- Scénario : Hans Rodionoff, d'après le personnage l’Homme-chose, créé par Stan Lee, Roy Thomas, Gerry Conway et développé par Steve Gerber
- Musique : Roger Mason
- Direction artistique : Charlie Revai
- Décors : Tim Ferrier et Peter Pound
- Costume : Cappi Ireland
- Photographie : Steve Arnold
- Son : Gethin Creagh, Liam Egan, Mark Cornish
- Montage : Martin Connor
- Production : Avi Arad, Gimel Everett, Scott Karol et Christopher Petzel
  - Production exécutive : Michelle Russell
  - Production déléguée : Kevin Feige, Stan Lee, Ari Arad, Christopher Mapp et Rudolf G. Wiesmeier
  - Production associée : James Coyne, Brendan Fletcher et Hans Rodionoff
- Sociétés de production[2] :
  - États-Unis : Lions Gate Films, Artisan Entertainment, Marvel Enterprises et Fierce Entertainment
  - Allemagne : Screenland Movieworld GmbH
  - Australie : Samurai Films
- Distribution : Lions Gate Films et Artisan Entertainment (tous médias)
- Budget : moins de 30 millions de $[3]
- Pays de production :  États-Unis,  Allemagne,  Australie
- Langue originale : anglais
- Format[4] : couleur - 2,35:1 (Cinémascope) - son Dolby Digital | DTS
- Genre : action, aventures, fantastique, horreur
- Durée : 106 minutes
- Dates de sortie[5] :
  - États-Unis : 30 avril 2005 (1re diffusion TV sur Sci Fi Channel)[3]
  - Allemagne : 28 juillet 2005 (Festival du film fantastique de Munich) ; 20 août 2007 (sortie directement en DVD)
  - France : 4 décembre 2007 (sortie directement en DVD)[6]
  - Belgique : 26 mai 2010
- Classification[7] :
  - États-Unis : interdit aux moins de 17 ans (R – Restricted)[Note 1]
  - Allemagne : interdit aux moins de 16 ans (FSK 16)
  - Australie : les enfants de moins de 15 ans doivent être accompagnés d'un adulte (MA 15+ - Mature Accompanied under 15)
  - Québec : 13 ans et plus (13+ / 13 years and over)

## Distribution
- Conan Stevens : Dr Ted Sallis / Man-Thing
- Matthew Le Nevez (VF : Thierry Ragueneau) : le shérif Kyle Williams
- Rachael Taylor (VF : Laura Préjean) : Teri Elizabeth Richards
- Jack Thompson (VF : Patrick Messe) : Frederic Schist
- Rawiri Paratene (VF : Gabriel Le Doze) : Pete Horn
- Alex O'Loughlin (VF : Vincent Barazzoni) : le shérif adjoint Eric Fraser
- Steve Bastoni : Rene LaRoque
- Robert Mammone (VF : Tony Joudrier) : Mike Ploog
- Patrick Thompson : Jake Schist
- William Zappa : Steve Gerber
- John Batchelor (VF : Gilles Morvan) : Wayne Thibadeaux
- Ian Bliss (en) : Rodney Thibadeaux
- Brett Leonard (VF : Marc Alfos) : Val Mayerick
- Imogen Bailey : Sarah
- James Coyne : Billy James
- Cheryl Craig : Michele
- Gary Waddell : le pilote cajun
- Andrea Leon : une infirmière
- Shannon Leonard : écolier
- Marc Kay : doublure de Frederic Schist

## Autour du film
- La créature du film n'a que très peu de rapport avec le personnage des comics Marvel. Alors que l'Homme-chose des comics était un scientifique s'étant injecté un super-sérum; il est ici lié aux légendes indiennes et à la pollution de l'environnement dans les marais de Floride.
- Certains personnages portent le nom d’auteurs de comics : Steve Gerber, Mike Ploog et Val Mayerick.

## Éditions en vidéo
- En France, le film Man-Thing est sortie directement en DVD édition prestige le 4 décembre 2007[6].